# Кэмпбелл, Серджио
Серджио Акин Кэмпбелл (англ. Sergio Ackeen Campbell; родился 16 января 1992 года в приходе Кларендон, Ямайка) — ямайский футболист, защитник. Выступал за сборную Ямайки.

## Клубная карьера
Кэмпбелл начал играть в футбол, во время учёбы в колледже, после его окончания он переехал в США, где в 2011 году поступил в Университет Центрального Арканзаса. Во время обучения Серджио выступал за футбольную команду ВУЗа в NCAA. В 2012 году он перешёл Коннектикутский университет, где также играл за студенческую команду.
В начале 2015 года Кэмпбелл на драфте MLS был выбран под 19-м номером командой «Коламбус Крю». 4 июня в матче против «Филадельфии Юнион» он дебютировал в высшей лиге. В сентябре для получения игровой практики Серджио на правах аренды перешёл в клуб USL «Остин Ацтекс». 17 сентября в поединке против «Сиэтл Саундерс 2» он дебютировал за «Ацтекс». В феврале 2016 года, во время предсезонного сбора, «Коламбус Крю» отчислил Кэмпбелла.
В феврале 2016 года Кэмпбелл присоединился к клубу USL «Питтсбург Риверхаундс» на сезон 2016.
3 апреля 2017 года Кэмпбелл подписал контракт с «Рочестер Райнос».

## Международная карьера
2 декабря 2010 года в матче Карибского кубка против сборной Гайаны Кэмпбелл дебютировал за сборную Ямайки. По итогам соревнований Серджио стал обладателем трофея.
В 2011 году Кэмпбэлл в составе молодёжной сборной Ямайки принял участие в молодёжном чемпионате КОНКАКАФ в Гватемале. На турнире он сыграл в матчах против хозяев соревнований Гватемалы.
В 2017 году Кэмпбелл стал серебряным призёром Золотого кубка КОНКАКАФ. На турнире он сыграл в матче против команды Мексики.

## Достижения
Международные
 Ямайка
- Карибский кубок — 2010
- Золотой кубок КОНКАКАФ — 2017